# Biciklična molekula
Biciklična molekula (bi = dva, cikel = obroč) je molekula, ki ima dva združena obroča. Biciklične strukture so prisotne v mnogo biološko pomembnih molekulah, kot sta na primer α-tujen in kafra. Biciklična spojina je lahko karbociklična (vsi atomi v obroču so ogljiki) ali heterociklična (atomi v obroču so sestavljeni iz vsaj dveh različnih elementov), kot je DABCO. Poleg tega sta obroča lahko tako alifatska (npr. dekalin in norbornan) kot aromatska (npr. naftalen) ali pa kombinacija alifatskega in aromatskega (npr. tetralin).
Obstajajo trije možni načini, kako sta obroča v biciklični spojini povezana:
- Spirociklična spojina ima dva obroča, povezana le z enim atomom – spiroatomom – ki je navadno kvarterni ogljik.[4] Primer spirociklične spojine je fotokromskega stikala spiropiran.
- Kondenzirana biciklična spojina ima dva obroča, povezana z dvema sosednjima atomoma. Obroča si torej delita eno kovalentno vez, tako imenovana mostna atoma sta neposredno povezana (npr. α-tujen in dekalin).
- Premostena biciklična spojina ima dva obroča, povezana s tremi ali več atomi, ki ločujejo dva mostna atoma z mostom, ki vsebuje vsaj en atom. Norbornan, znan tudi kot biciklo[2.2.1]heptan, lahko na primer razumemo kot par ciklopentanskih obročev, ki si vsak delita po tri od svojih petih ogljikovih atomov. Struktura kafre ima enako osnovo kot norbornan, vendar z dodanimi nekaj substituenti.

## Nomenklatura
Biciklične molekule imajo strogo nomenklaturo. Koren imena spojine je odvisen od števila atomov v vseh obročih skupaj. Sledi mu pripona, ki označuje eventualno funkcionalno skupino z najvišjo prioriteto. Številčenje ogljikove verige se vedno začne na enem mostnem atomu (kjer so obroča stikata) in sledi ogljikovi verigi po najdaljši poti do naslednjega mostnega atoma. Potem se številčenje nadaljuje vzdolž druge najdaljše poti in tako naprej. Kondenzirane in premostene biciklične spojine dobijo predpono biciklo, medtem ko dobijo spirociklične spojine predpono spiro. Med predpono in pripono (ali korenom) je par oglatih oklepajev s števili, ki označujejo število ogljikovih atomov med vsakim od mostnih atomov. Te številke so razvrščene v padajočem vrstnem redu in so ločene s pikami.
Na primer, ogljikov skelet norbornana vsebuje skupno 7 atomov, zato je koren imena spojine heptan. Ta molekula ima ob mostnih atomih po dva ogljikova atoma in en ogljikov atom, iz česar sledi [2.2.1]. S predpono biciklo dobimo skupno ime biciklo[2.2.1]heptan.
Ogljikov skelet kafre tudi šteje 7 atomov, vendar je zamenjan s karbonilno skupino, zato dobi pripono heptanon. Številčenje ogljikovega skeleta se začne na mostnem atomu z najvišjo prioriteto (metilna pred vodikom), zato mostni ogljik na sprednji strani dobi številko 1, karbonil dobi številko 2 in številčenje se nadaljuje vzdolž ogljikove verige po najdaljši poti do dvakrat substituiranega vršnega ogljika (številka 7). Enako kot norbornan ima ta molekula tudi dve poti dveh ogljikovih atomov in eno pot enega ogljikovega atoma med dvema mostnima ogljikoma, zato številke v oklepajih ostanejo [2.2.1]. Oklepaja in pripona (ki upošteva karbonilno skupino) dajejo [2.2.1]heptan-2-on. Poleg biciklo, mora predpona opredeliti tudi mesta metilnih substituentov. Popolno ime je torej 1,7,7-trimetilbiciklo[2.2.1]heptan-2-on.
Pri poimenovanju enostavnih kondenziranih bicikličnih spojin se uporablja enak način kot za premostene biciklične spojine, le da tretja pot med dvema mostnima atomoma sestoji iz nič atomov. Zato imajo kondenzirane biciklične spojine v oklepaju ne zadnjem mestu "0". Dekalin je na primer imenovan biciklo[4.4.0]dekan.
Heterociklična molekula DABCO ima skupaj 8 atomov v svoji premosteni strukturi, zato ima v svojem imenu koren oktan. Opozoriti gre, da sta tukaj mostna atoma dušikova, ne pa ogljikova. Zato ime dobi dodatno predpono 1,4-diaza in skupno torej 1,4-diazabiciklo[2.2.2]oktan.